# Keeltablet
Een keeltablet wordt meestal toegepast bij keelpijn. Soms is aan het tablet een medicijn toegevoegd. Bij keelpijn is het echter vooral de slikkende beweging, die de pijn verzacht.
Keeltabletten zijn meestal vrij groot en niet wit, zoals gewone tabletten. Dit type tablet is namelijk niet gemaakt van geperst poeder, zoals gewone tabletten. Keeltabletten zijn bedoeld om op te sabbelen, waardoor het tablet langzaam oplost en zijn daarom (net als zuurtjes) gemaakt van suikers, die verhit zijn. Op deze manier ontstaat een hard, zeer zoet tablet dat in de mond langzaam oplost en daardoor de gebruiker zo vaak mogelijk laat slikken.